# Río Arc (Saboya)
El Arc es un río que fluye en Francia en el valle alpino de Maurienne, en el departamento de la Saboya en la región de Auvernia-Ródano-Alpes, en la antigua región de Rhône-Alpes. Es un afluente de izquierda del Isère, por lo tanto, un subafluente del Ródano.

## Toponimia
El nombre Arc vendría de ar que significaría "valle llano".
De acuerdo con otros investigadores, podría encontrar sus raíces en la expresión del siglo XI Supra Flumen quod dicitur Arcus; ar estaría entonces relacionado con el agua blanca.

## Geografía
Nace a 2.770 m sobre el nivel del mar, al pie del antiguo glaciar Trois Becs y el lago de Fuentes inferiores, cerca de la frontera italiana, y desemboca en el Isère a la altura de la comuna de Aiton. De 127,5 km de longitud, empinada siendo un río torrencial. El Arc tiene gran potencial para la obtención de energía, dicha industria comenzó a funcionar a finales del siglo XIX.

## Tributarios principales
- Doron de Termignon (ri [nota 1]), 22.9 km
- Arvan (ri), (desemboca en el Arc en Saint-Jean-de-Maurienne) 30 km
- Corriente de San Benito (rd), (alimenta las presas de Plan d'Amont y Plan d'Aval d ' Aussois)
- Valloirette (ri) de Valloire 18,9 km
- Neuvache (ri), desde Valmeinier 15,7 km
- Glandon (ri), 20.4 km

## Nota
1. ↑  rd para rivera derecha y ri para rivera izquierda